# Fernando de Menezes
Fernando de Meneses, capitão de Tânger.
Fernando de Menezes era filho bastardo de D. Duarte de Meneses, 5° Governador da Índia, e por duas vezes, também capitão de Tânger.
Segundo D. Fernando de Meneses, autor da Historia de Tanger, que comprehende as noticias desde a sua primeira conquista até á sua ultima ruina, por morte  de Luís de Loureiro, capitão de Tânger, «o povo juntou-se e elegeu em seu lugar, até ordem do rei, a D. Fernando de Meneses». 
Apenas governou seis meses, sucedido por D. Luís da Silva de Meneses, «a quem o rei mandou ocupar este posto.»